# Coldwater (Mississipi)
Coldwater és una població dels Estats Units a l'estat de Mississipi. Segons el cens del 2000 tenia 1.674 habitants.

## Demografia
Segons el cens del 2000, Coldwater tenia 1.674 habitants, 598 habitatges, i 429 famílies. La densitat de població era de 272,7 habitants per km².
Dels 598 habitatges en un 36,6% hi vivien nens de menys de 18 anys, en un 39,1% hi vivien parelles casades, en un 28,6% dones solteres, i en un 28,1% no eren unitats familiars. En el 25,1% dels habitatges hi vivien persones soles el 10,4% de les quals corresponia a persones de 65 anys o més que vivien soles. El nombre mitjà de persones vivint en cada habitatge era de 2,8 i el nombre mitjà de persones que vivien en cada família era de 3,35.
Per edats la població es repartia de la següent manera: un 31,5% tenia menys de 18 anys, un 8% entre 18 i 24, un 29% entre 25 i 44, un 20,3% de 45 a 60 i un 11,2% 65 anys o més.
L'edat mediana era de 32 anys. Per cada 100 dones de 18 o més anys hi havia 72,6 homes.
La renda mediana per habitatge era de 26.058 $ i la renda mediana per família de 31.364 $. Els homes tenien una renda mediana de 28.472 $ mentre que les dones 19.444 $. La renda per capita de la població era de 12.330 $. Entorn del 21,1% de les famílies i el 23,5% de la població estaven per davall del llindar de pobresa.

## Poblacions més properes
El següent diagrama mostra les poblacions més properes.